# Yuanzhou (Guyuan)
Der Stadtbezirk Yuanzhou (chinesisch 原州区, Pinyin Yuánzhōu Qū) ist ein Stadtbezirk im Autonomen Gebiet Ningxia der Hui in der Volksrepublik China. Er gehört zum Verwaltungsgebiet der bezirksfreien Stadt Guyuan. Yuanzhou hat eine Fläche von 4.965 km² und zählt 490.000 Einwohner. Er ist Sitz der Stadtregierung von Guyuan.

## Administrative Gliederung
Auf Gemeindeebene setzt sich der Stadtbezirk Yuanzhou aus drei Straßenvierteln, sieben Großgemeinden und vier Gemeinden zusammen. Diese sind:
- Straßenviertel Nanguan 南关街道
- Straßenviertel Guyan 古雁街道
- Straßenviertel Beiyuan 北塬街道、

- Großgemeinde Sanying 三营镇
- Großgemeinde Guanting 官厅镇
- Großgemeinde Kaicheng 开城镇
- Großgemeinde Zhangyi 张易镇
- Großgemeinde Pengbao 彭堡镇
- Großgemeinde Touying 头营镇
- Großgemeinde Huangduo 黄铎堡镇

- Gemeinde Zhonghe 中河乡
- Gemeinde Hechuan 河川乡
- Gemeinde Tanshan 炭山乡
- Gemeinde Zhaike 寨科乡